# Списък на древните градове в Тракия и Дакия
Това е „Списък на древните градове в Тракия и Дакия“

## Дакия
- Акидава (Acidaua), Румъния
- Аедава, Мизия (Северна България)
- Аиадава (Aiadaba, Aeadaba, Бела Паланка, Сърбия
- Аизис, Румъния
- Апулон, днес Алба Юлия, Румъния
- Арцина, във Валахия
- Аркобадара
- Аргедава, Румъния
- Аргидава, Румъния
- Арутела
- Берзобис, Румъния
- Брегедаба
- Бурикодава
- Буридава, Румъния
- Бутеридава
- Капидава, на южната страна на Долен Дунав
- Карсидава
- Кумидава (Комидава), Румъния
- Данедебаи,
- Давсдава, на Дунав
- Десудаба
- Диакум
- Диерна
- Диногетия, на Дунавската делта
- Доцидава или Докидава
- Дробета, Дунав и Турну Северин
- Егета
- Гатае
- Генукла, южно от Дунав
- Гилдова (Гилдоба), на река Вистула
- Гиридава
- Итадеба (Итадава), в североизточна Македония
- Жидава, до Câmpulung Muscel, Румъния
- Жидова
- Клепидава
- Куимедаба
- Малва, Ромула
- Маркодава (Markodaua)
- Муридеба
- Напока, Cluj-Napoca, Румъния
- Нентинава, Slobozia, Румъния
- Нентивава, Olteniţa, Румъния
- Патридава (Патридава)
- Патруиса
- Пелендава (Пелендова), Крайова, Румъния
- Пербуридава
- Петродава
- Пироборидава
- Полонда
- Потаиса (Патависа), Турда, Румъния
- Пулпудева, днес град Пловдив в България, оригинално име Eumolpias при даките. Филипоуполис, Пулпу-дева.
- Квемедава, в Дардания[1]
- Рамидава
- Рациария
- Рецидава
- Ромбозес
- Русидава
- Сакидава
- Сагадава
- Сандава
- Сангидава
- Сармизегетуса (Децебалова столица)
- Сармизегетуса Регия
- Скаидава (Скедеба)
- Сетидава
- Сингидава
- Сукидава (Сувидава, в Корабия, Румъния
- Сусудава
- Сикидаба
- Тамасидава
- Тапае, две битки между даки и римляни
- Термидава (Гермидава)[2]
- Тириста (Тсириста)
- Тсиерна (Диерна)
- Утидава
- Залдапа
- Заргидава
- Зеугма
- Зимницеа, Александър Велики и даките
- Зиридава, Румъния
- Зиснедева (Зиснудева, Зиснудеба), в Дакия Мизия
- Зукидава
- Зуробара
- Зиснудеба
- Зусидава

## Тракийски
Завършват с -bria („town, city“), -disza, -diza, -dizos, -para, -paron, -pera, -phara („град, село“).

### Градове
- Артанес, днес Лом, България
- Болбабрия
- Кабасус [4]
- Маскиобрия – счита се, че е в землището на дн. Балкански.
- Рациария, столица на Крайбрежна Дакия, близо до село Арчар, Видин, България
- Севтополис[5]
- Скедабрия
- Скелабрия

### Села
- Агатапара
- Алааибрия
- Атипара
- Аутипару
- Базопара
- Белаидипара
- Бендипара
- Берипара
- Беспара
- Бесапара
- Бреиеропхара
- Брентопара
- Брипарон
- Бусипара
- Хесдупара
- Додопарос
- Драбескос[6]
- Гелупара
- Исгипара
- Кеирпара
- Керипарон
- Красалопара
- Лонгинопара
- Мутзипара
- Прискупера
- Скаптопара
- Скарипара
- Стратопара
- Субзупара[7]
- Транупара[8]

### Крепости
- Бероеа, по-късно Византине Иренополис[9]
- Бизие
- Буртудизос
- Ямфорина, на племето Меди[10]
- Кирпизос
- Кистидизос
- Медиста
- Орудисза
- Остудизос
- Пизос
- Скепт
- Струпил
- Ускудама, на племето Беси[11]
- Збурулус

## Келтски
- Дунония[12]
- Сердика[13] (Сардика), днес София, България
- Сингидунум[14]
- Таурунум[15][16][17]
- Тилис,[18] основан от Галите

## Гърция

### Тракия, от Струма до Места
- Аконтисма[19]
- Антисара[19]
- Аполония Мигдонска, основан от йонийците[20]
- Берга, основан от колонисти от Тасос[20]
- Датон, основан от колонисти от Тасос[21]
- Датос, основан от колонисти от Тасос[20]
- Драбескос[19]
- Еион, основан от колонисти от Атина
- Енеа Ходой[19]
- Галепсус, основан от колонисти от Тасос[22]
- Гасорос[19]
- Кренидес, основан от колонисти от Тасос[21]
- Миркинос, основан от колонисти от Милет[23] in 497 BC
- Неаполис, основан от колонисти от Тасос
- Оесиме, основан от колонисти от Тасос[23]
- Пароикополис[24]
- Пергамос[24]
- Фагрес, основан от колонисти от Тасос[20]
- Филипи, основан от Филип II Македонски[20]
- Пистирос, основан от колонисти от Тасос[25]
- Сира (Sirra), основан от Филип II Македонски[20]
- Скапте Хиле[24]
- Скотуса[24]
- Тристолос[24]

### Тракия, от Нестос до Хеброс
- Абдера, основан от колонисти от Клазомена[26]
- Аинос (Полтимбрия), основан от колонисти от Алопеке, Митилена, и Киме[27]
- Бергеполис,[20] основан от колонисти от Абдера
- Дорискос[20]
- Дрис, основан от колонисти от Самотраки
- Дикая, основан от колонисти от Самос[28]
- Кипсела[20]
- Лариса[29]
- Марония, основан от колонисти от Хиос[28]
- Менебрия (старото име на Месембрия, Несебър), основан от колонисти от Самотраки[30]
- Ортагория[20]
- Сале, основан от колонисти от Самотраки[20]
- Стриме, основан от колонисти от Тасос[31]
- Зоне, основан от колонисти от Самотраки[20]

### Вътрешна Тракия
- Александруполис[32]
- Апрос[20]
- Берое, основан от Филип II Македонски[33][34][35]
- Кабиле[20]
- Филипополис (Philippoupolis), днес град Пловдив в България, Eumolpias.[36]
- Пистирос, до Ветрен[37]

### Тракийски Херсонес
- Аегоспотами (Aegospotamos)[38]
- Алокопенесос, основан от колонисти от Еолис[20]
- Араплос[20]
- Херсонесос (Агора), основан от колонисти от Атина[20]
- Дерис[20]
- Елаиоус, основан от колонисти от Атина[39]
- Иде[20]
- Кардия, основан от колонисти от Атина[39]
- Креса[20]
- Критотаи, основан от колонисти от Атина
- Лимнае, основан от колонисти от Милет[40][41]
- Мадитос, основан от колонисти от Лесбос[20]
- Пактия, основан от колонисти от Атина[20]
- Пактие, основан от колонисти от Атина
- Паион[20]
- Сестос, основан от колонисти от Лесбос[42]

### Пропонтийска Тракия
- Атира[43][44]
- Византион, основан от колонисти от Мегара
- Бизанте, основан от колонисти от Самос[45]
- Даминон Теихос[46]
- Ергиске[47]
- Хераклеа (Перинтус)
- Хераион, основан от колонисти от Самос[48]
- Лизимахия
- Неаполис (Тракия), основан от колонисти от Атина
- Орестиас
- Перинтус, основан от колонисти от Самос[20]
- Раедестус, основан от колонисти от Самос
- Серион Теихос[20]
- Селимбрия, днес Силиври в Европейска Турция[49]
- Тиродиза[50][51]

### Западна Тракия и Дакия
- Агатополис
- Агесос (Aegyssus)
- Анхиалос
- Аполония, основан от колонисти от Милет
- Аспрос
- Бизоне, основан от колонисти от Милет[20]
- Дионисополис, основан от колонисти от Милет[20]
- Хистриа, основан от колонисти от Милет[20]
- Калатис, основан от колонисти от Хераклеа Понтика,[52] днес Мангалия, Румъния
- Мастира[53]
- Месембрия, основан от колонисти от Византион и Халхедон
- Одесос, основан от колонисти от Милет[54]
- Олбия, основан от колонисти от Милет
- Офиоуса
- Пиргос
- Наулохос (Черно море)
- Никонион, основан от колонисти от Истрос[20]
- Оргаме, основан от колонисти от Хистрия
- Панион
- Салмидесос (от IE *salm-udes, „salty water“; cf. Greek álmē, „sea water, brine“; ýdos, „water“)[55]
- Томис, основан от колонисти от Милет, днес Констанца, Румъния
- Томой, основан от колонисти от Милет
- Тирас, основан от колонисти от Милет
- Наулохос (Тетранаулохус)

### Други
- Аисон
- Антигония
- Бреа, основан от колонисти от Атина
- Бруанион
- Деуриопус
- Газорос
- Хераклея Линкестис
- Хераклея Синтика[56]
- Косая
- Персеис
- Стенае
- Стибера

## Римски
- Абритус
- Агура Пиатра (Регианум)
- Апулум (Апуллум)
- Аркадиополис
- Астибо
- Аугуста
- Алмус}
- Бедизос (Беодизос)[57]
- Баргала
- Бонония
- Бунония[58]
- Cænophrurium
- Камиструм
- Хариополис
- Константия
- Друзипара
- Дуросторум (Силистра)
- Естипеон
- Германе
- Кастиакон
- Марцианополис
- Медека
- Муниципио Монтаненсиум
- Муниципиум Стобенсиум
- Никополис
- Новае
- Новамонте
- Пескюм (Сипарантум)
- Президиум
- Росокастрон
- Скупи
- Сексагинта Приста
- Спортела
- Тауресюм
- Тегра
- Теранда (Юстиниана Прима)
- Трансмариска
- Валве
- Викианум (Викиана)
- Василико
- Скафида

## Пеонийски
- Астибо[59]
- Астрайон[60] Клавдий Птолемей и Плиний Стари
- Стоби[61] столица на пеонците
- Вилазора[62]

## Перси
- Бориза (град)[63][64]